# Hadropogonichthys
Hadropogonichthys es un género de peces de la familia Zoarcidae en el orden de los Perciformes.

## Especies
- - Hadropogonichthys leptopus  Machida, Shinohara & Ohta, 2004
  - Hadropogonichthys lindbergi  Fedorov, 1982